# Baek Soo-hee
Baek Soo-hee (백수희; 30 ottobre 1992) è un'attrice sudcoreana.

## Filmografia

### Cinema
- Seumul (스물?), regia di Lee Byeong-hun (2015)
- Gwangdaedeul: Pungmunjojakdan (광대들: 풍문조작단?), regia di Kim Joo-ho (2019)

### Televisione
- Hi! School - Love On (하이스쿨 - 러브온?) – serie TV (2014)
- Bitch Goes On – webserie (2016)
- Sadangboda meon uijeongbuboda gakka-un (사당보다 먼 의정부보다 가까운?) – webserie (2016)
- Office Watch (오피스워치?) – webserie (2017-2019)
- Eojjeoda nan nega joh-aseo (어쩌다 난 네가 좋아서?) – webserie (2017)
- Sarangbangsonnim (사랑방손님?) – webserie (2018)
- A-Teen (에이틴?) – webserie (2018-2019)
- Ttongcha video 2 (똥차비디오 2?) – webserie (2018-2019)
- Melloga chejil (멜로가 체질?) – serie TV (2019)
- Sagyo - Dance-ui ihae (사교-땐스의 이해?) – film TV, regia di Yoo Young-eun (2019)
- Yeongjonsuseon-gong (영혼수선공?) – serie TV (2020)
- Mystic Pop-up Bar (쌍갑포차?) – serie TV (2020)
- Was It Love? (우리, 사랑했을까?, Uri, saranghaess-eulkkaLR) – serie TV (2020)